# Ryder Cup 2018
De 42e Ryder Cup werd gespeeld van 28 tot en met 30 september 2018 op de Albatros Course van Le Golf National in het Franse Guyancourt, gelegen in de nieuwe stedelijke agglomeratie Saint-Quentin-en-Yvelines, ten zuidwesten van Parijs.
Het Europese team won met 17½ - 10½ van het Amerikaanse team.

## Teams
| Europa - Thomas Bjørn 3, captain - Francesco Molinari 2 - Justin Rose 4 - Tyrrell Hatton 0 - Tommy Fleetwood 0 - Jon Rahm 0 - Rory McIlroy 4 - Alex Norén 0 - Thorbjørn Olesen 0 Wildcards - Paul Casey 3 - Sergio Garcia 8 - Ian Poulter 5 - Henrik Stenson 4 | Verenigde Staten - Jim Furyk, captain - Brooks Koepka 1 - Dustin Johnson 3 - Justin Thomas 0 - Patrick Reed 2 - Bubba Watson 3 - Jordan Spieth 2 - Rickie Fowler 3 - Webb Simpson 2 Wildcards - Bryson DeChambeau 0 - Phil Mickelson 11 - Tiger Woods 7 - Tony Finau 0 |

Het getal achter de spelersnaam geeft aan hoe vaak hij al in de Ryder Cup gespeeld heeft.

## Vrijdag
Op vrijdag werden vier fourballs en vier foursomepartijen gespeeld. De captains bepaalden de teamsamenstellingen en de volgorde van afslaan. Aan het einde van de dag stond Europa voor met 5–3.
| Four-ball                          |                                |                              |
| Vlag van Europa                    | Score                          | Vlag van Verenigde Staten    |
| Justin Rose Jon Rahm               | Verenigde Staten won met 1 Up  | Brooks Koepka Tony Finau     |
| Rory McIlroy Thorbjørn Olesen      | Verenigde Staten won met 4 & 2 | Dustin Johnson Rickie Fowler |
| Paul Casey Tyrrell Hatton          | Verenigde Staten won met 1 Up  | Justin Thomas Jordan Spieth  |
| Francesco Molinari Tommy Fleetwood | Europa won met 3 & 1           | Patrick Reed Tiger Woods     |
|                                    | Sessie 1: 1 – 3                |                              |
|                                    | Totaal: 1 – 3                  |                              |

| Foursomes                          |                      |                                  |
| Vlag van Europa                    | Score                | Vlag van Verenigde Staten        |
| Henrik Stenson Justin Rose         | Europa won met 3 & 2 | Dustin Johnson Rickie Fowler     |
| Ian Poulter Rory McIlroy           | Europa won met 4 & 2 | Bubba Watson Webb Simpson        |
| Sergio Garcia Alex Norén           | Europa won met 5 & 4 | Phil Mickelson Bryson DeChambeau |
| Francesco Molinari Tommy Fleetwood | Europa won met 5 & 4 | Justin Thomas Jordan Spieth      |
|                                    | Sessie 2: 4 – 0      |                                  |
|                                    | Totaal: 5 – 3        |                                  |

## Zaterdag
Op zaterdag werden ook vier fourballs en vier foursomes gespeeld. De captain bepaalde welke speler in welke partij speelde.
| Four-ball                          |                                |                              |
| Vlag van Europa                    | Score                          | Vlag van Verenigde Staten    |
| Sergio Garcia Rory McIlroy         | Europa won met 2 & 1           | Brooks Koepka Tony Finau     |
| Paul Casey Tyrrell Hatton          | Europa won met 3 & 2           | Dustin Johnson Rickie Fowler |
| Francesco Molinari Tommy Fleetwood | Europa won met 4 & 3           | Patrick Reed Tiger Woods     |
| Ian Poulter Jon Rahm               | Verenigde Staten won met 2 & 1 | Justin Thomas Jordan Spieth  |
|                                    | Sessie 3: 3 – 1                |                              |
|                                    | Totaal: 8 – 4                  |                              |

| Foursomes                          |                                |                               |
| Vlag van Europa                    | Score                          | Vlag van Verenigde Staten     |
| Henrik Stenson Justin Rose         | Europa won met 2 & 1           | Dustin Johnson Brooks Koepka  |
| Sergio Garcia Alex Norén           | Verenigde Staten won met 3 & 2 | Bubba Watson Webb Simpson     |
| Francesco Molinari Tommy Fleetwood | Europa won met 5 & 4           | Tiger Woods Bryson DeChambeau |
| Ian Poulter Rory McIlroy           | Verenigde Staten won met 4 & 3 | Justin Thomas Jordan Spieth   |
|                                    | Sessie 4: 2 –2                 |                               |
|                                    | Totaal: 10 – 6                 |                               |

## Zondag
Op zondag werden 12 singles gespeeld. De volgorde van de 12 spelers werd door de captains bepaald. Er waren 28 punten te verdelen Europa had al 10 punten en moest dus proberen 4½ punt bij de singles te behalen. Het winnende punt werd behaald door Francesco Molinari, die al zijn wedstrijden won. Europa won voor de twaalfde keer in de laatste zeventien Ryder Cups.
| Singles            |                                |                           |
| Vlag van Europa    | Score                          | Vlag van Verenigde Staten |
| Rory McIlroy       | Verenigde Staten won met 1 Up  | Justin Thomas             |
| Paul Casey         | Halved                         | Brooks Koepka             |
| Justin Rose        | Verenigde Staten won met 3 & 2 | Webb Simpson              |
| Jon Rahm           | Europa won met 2 & 1           | Tiger Woods               |
| Tommy Fleetwood    | Verenigde Staten won met 6 & 4 | Tony Finau                |
| Ian Poulter        | Europa won met 2 Up            | Dustin Johnson            |
| Thorbjørn Olesen   | Europa won met 5 & 4           | Jordan Spieth             |
| Sergio García      | Europa won met 2 & 1           | Rickie Fowler             |
| Francesco Molinari | Europa won met 4 & 2           | Phil Mickelson            |
| Tyrrell Hatton     | Verenigde Staten won met 3 & 2 | Patrick Reed              |
| Henrik Stenson     | Europa won met 5 & 4           | Bubba Watson              |
| Alex Norén         | Europa won met 1 Up            | Bryson DeChambeau         |
|                    | Sessie 5: 7½ – 4½              |                           |
|                    | Einduitslag 17½ – 10½          |                           |

## Winnaar
|                            |
| Vlag van Europa            |
| EUROPA 12de Ryder Cup zege |

1927 · 1929 · 1931 · 1933 · 1935 · 1937 · 1947 · 1949 · 1951 · 1953 · 1955 · 1957 · 1959 · 1961 · 1963 · 1965 · 1967 · 1969 · 1971 · 1973 · 1975 · 1977 · 1979 · 1981 · 1983 · 1985 · 1987 · 1989 · 1991 · 1993 · 1995 · 1997 · 1999 · 2002 · 2004 · 2006 · 2008 · 2010 · 2012 · 2014 · 2016 · 2018 · 2021 · 2023
Lijst van deelnemers · Junior Ryder Cup